# Dani the O
Daniel José Díaz, más conocido por su pseudónimo Dani the O, fue un dibujante argentino cuyos trabajos se publicaron en diversas revistas, entre las más conocidas, Fierro y Skorpio. Es considerado uno de los referentes del cómic argentino.

## Biografía
Nació en Buenos Aires el 14 de septiembre de 1966.
En su adolescencia estudió humor gráfico con Carlos Garaycochea, Goyo Mazzeo y Eduardo Ferro, historieta con Oswal, animación en la Escuela de Cine de Avellaneda y teatro con Eduardo Calvo, Julian Howard y Norman Briski.
Falleció el 29 de marzo de 2008 debido a un derrame cerebral.

### Obras
En 1989 comenzó a publicar sus obras en la revista Skorpio, donde creó su personaje Humberto Pollo.
En 1995 creó la revista ¡Suélteme! junto a sus colegas Diego Parés, Esteban Podeti, Pablo Fayó, Darío Adanti, Emiliano Migliardo y Pablo Sapia. También participó en Maldita garcha, durante los '90.
En 2007 publicó dos libros, El Libro peludo de la Pulga Ochoa y Manual de Bolsillo Ninja.
En 2008 escribió su último libro, Mundo Buñuelo, publicado póstumamente en 2012.